# Sinobathynella decamera
Sinobathynella decamera is een kreeftachtigensoort uit de familie van de Parabathynellidae. De wetenschappelijke naam van de soort is voor het eerst geldig gepubliceerd in 2006 door Camacho, Trontelj & Zagmajster.